# Apis mellifera jemenitica
La abeja de Yemen (Apis mellifera jemenitica) es una subespecie de abeja doméstica distribuida en el noroeste y las tierras bajas áridas y semiáridas orientales de Etiopía (según Amssalu et al.) y según Ruttner también en parte de Sudán y Somalia ocupando las regiones semidesérticas. 
Las subespecies de esta región están separadas ecológicamente utilizando diferentes ambientes. En este país Apis mellifera scutellata está presente en el oeste, sur y sudoeste en las tierras húmedas; Apis mellifera bandasii, en las regiones montañosas húmedas centrales; Apis mellifera monticola de las regiones montañosas norteñas, y Apis mellifera woyigambella en el sur occidental semiárido en las tierras bajas subhúmedas de gran parte del país.
Apis mellifera jemenitica es un linaje diferente al de las abejas Africanas de linaje A. La raza tiene un linaje propio denominado linaje Y (según Franck et al. 2000).